# アーサー・エディントン
サー・アーサー・スタンレー・エディントン（英語: Sir Arthur Stanley Eddington、1882年12月28日 - 1944年11月22日）は、イギリスの天文学者。20世紀前半における最も重要な天体物理学者のひとりである。コンパクト星への降着物質から放射される光度の上限を与えるエディントン限界の導出は、彼の代表的な業績のひとつである。
エディントンは相対性理論に関する業績で特に知られている。彼は Report on the relativity theory of gravitation（『重力の相対性理論に関するレポート』）という論文を書き、1915年から1916年にかけて発表されたアルベルト・アインシュタインの一般相対性理論を英語圏に紹介した。当時は第一次世界大戦のために、ドイツの科学界でなされた新たな発展がイギリスであまり知られていなかった。
月のエディントンクレーターは彼の名前にちなんでいる。また、小惑星(2761)エディントンや王立天文学会のエディントン・メダルにも彼の名前が付けられている。

## 生涯

### 青年期
アーサー・エディントンはイングランドのケンダルで、クエーカー教徒の両親のもとに生まれた。父親のアーサー・ヘンリー・エディントンはランカシャーに所在するクエーカーの教育大学の教員であったが、ケンダルに引っ越してストラモンゲート・スクールの校長になっていた。彼は1884年、息子アーサーが2歳の時にイギリスで流行していた腸チフスに感染して死亡した。母親のサラ・アン・スタウトはダーリントン出身で、やはりクエーカーの一家に生まれた人物である。夫が亡くなり、母サラはアーサーと彼の姉を少ない収入で養わなければいけなかった。一家はウエストン・スーパー・メアに引っ越し、この家でアーサーは教育を受け、後に私塾で3年ほど学んだ。
1893年、アーサーはブリメリン・スクールに入学した。彼は自身の才能を発揮し、とりわけ数学と英文学に秀でていた。優秀な成績によって1898年に60ポンドの奨学金を得たアーサーは、16歳になったときにマンチェスター大学のオーウェンズ・カレッジに入学した。最初の年は一般コースで学んでいたアーサーであるが、翌年からの3年間は物理学を専攻した。ここで彼は、数学教員のひとりであったホレイス・ラムから多大な影響を受けた。アーサーは才能を開花させ続け、いくつかの奨学金を獲得したあと、1902年に特優の成績で理学士の学位を得て卒業した。
オーウェンズ・カレッジでの成績を認められて彼は75ポンドの奨学金を獲得し、1903年にケンブリッジ大学のトリニティ・カレッジに入学した。1905年には修士号を取得して卒業し、キャヴェンディッシュ研究所に入って熱電子放出（エジソン効果）の研究を行った。しかし、この研究では成果を挙げられなかったために専攻を数学へ変更したものの、あまり芳しい結果が得られなかった。

### 天文学
1905年末に大学を離れた後、エディントンは王立グリニッジ天文台台長 (Astronomer Royal) の助手長として初めて常勤の職に就いた。この天文台で1900年から行われていた、小惑星エロスの写真乾板像の視差を解析する仕事がエディントンに任された。彼は背後の2つの星の見かけの移動量に基づいた新しい統計的手法を編み出し、この成果によって1907年にスミス賞を受賞した。
この受賞により、彼はトリニティ・カレッジの特別研究員となった。1912年12月、チャールズ・ダーウィンの息子のジョージ・ダーウィンが急死し、エディントンは1913年、ダーウィンが就いていたプルーム天文学・実験哲学教授職に推薦された。同年末には理論天文学のローンズ天文学・地理学教授職に就いていたロバート・ボールも死去し、エディントンは翌年、ケンブリッジ天文台長に指名された。1914年には王立協会フェローに推挙された。
第一次世界大戦の間、エディントンは兵役に召集された。クエーカーとして、また平和主義者としての立場から、彼は良心的兵役拒否者として陸軍での任務を拒否し、別の任務に就くことを希望した。彼の研究者仲間たちは、科学分野にとって彼は重要な存在であると軍を説得し、彼の兵役を免除させることに成功した。

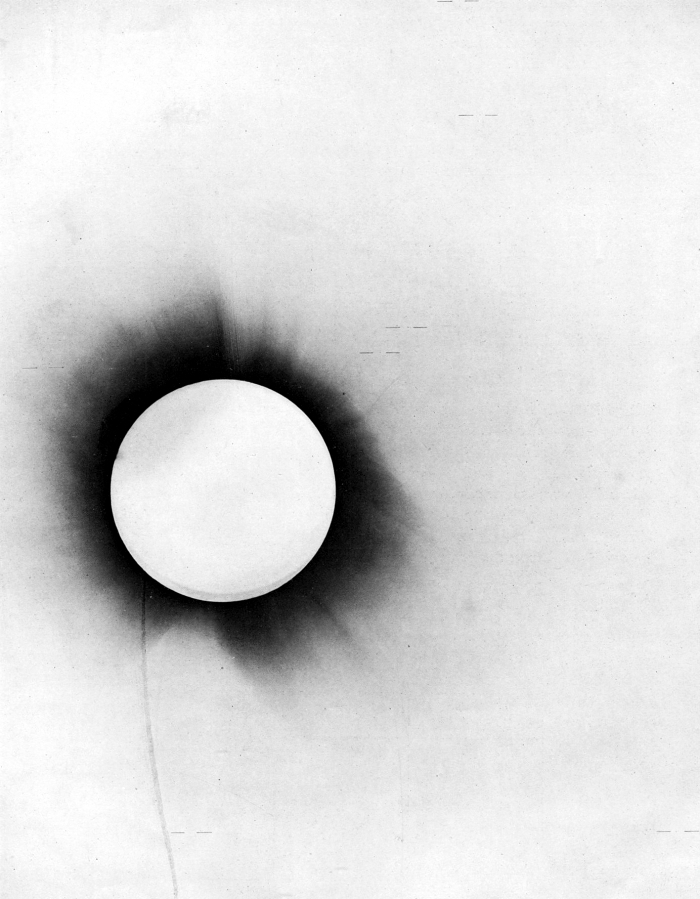
エディントンが撮影した1919年の皆既日食の写真。位置測定に用いた恒星が2本の線でマークされている

戦後、エディントンはアフリカのプリンシペ島に遠征して1919年5月29日の日食を観測した。この日食の間、彼は太陽の近くに見えるヒアデス星団中の恒星の写真を撮影した。一般相対性理論によれば、遠くの恒星から観測者に達する光線が太陽の近くを通る場合、太陽の重力場によって光線が曲げられるため、本来の位置からわずかにずれて見えるはずであった。しかし、日中の地球上からの観測では太陽の光による空の明るさで恒星の光が紛れてしまうため、この現象を捉えるには皆既日食の時に観測する必要があった。また、特殊相対性理論に基づく光子の質量にニュートン力学の重力場での効果を考慮すると、ずれの予測値が一般相対論での値の半分になるため、定量的な測定も必要とされた。
エディントンの観測結果は一般相対性理論の予測を裏付けるものであった。この結果は当時、一般相対論がニュートン力学のモデルよりも正しいことを結論づける証拠として歓迎され、世界中の新聞で大々的に報道された。同時に、これは「相対論を理解しているのは世界中で3人しかいない」という都市伝説のもととなった。この都市伝説を記者から聞いたエディントンが、冗談交じりに「はて、3人目は（アインシュタインと自分以外の）誰だろう？」と答えたエピソードは有名である。
しかし、近年の科学史の研究によれば、エディントンの元の観測データは決定的なものではなく、エディントンはその観測データの中から恣意的に選択していた可能性も出ている。[:en]
エディントンは恒星の内部構造の理論についても研究を行い、恒星の物理過程の正しい理論を初めて構築した。彼は恒星を輻射平衡の状態にあるガスとしてモデル化した。すなわち、恒星は重力によって収縮する力とガス圧（温度）や輻射圧で膨張する力によって安定化している、というモデルである。ただし注意すべきは、実際の恒星内部では原子はほとんど完全に電離しているが、彼は数学的な取り扱いを簡単化するために、恒星をほぼ理想気体と仮定してモデル化したことである。
これらの仮定から、彼は恒星の内部温度が数百万度になることを示した。彼は恒星の質量光度関係を発見し、また恒星内部での水素の存在比の計算を行い、ケフェイド変光星の脈動を説明する理論を作った。
1920年に、エディントンはフランシス・ウィリアム・アストンによる原子量の精密な測定に基づいて、恒星は水素からヘリウムへの核融合によってエネルギーを得ていることを初めて示唆した。恒星が核融合でエネルギーをまかなっているという説が唱えられたのはこれが最初であり、これ以降、長期間にわたってジェームズ・ジーンズとの間で恒星のエネルギー源に関する論争が続くこととなった。その後、1938年と1939年にハンス・ベーテがより自然な核融合過程の理論を導入し、これによって論争は次第に終息した。
この時期にエディントンは相対論の講義を行い、科学的であると同時に平易な言葉で物理概念を説明することでよく知られていた。彼は1923年にこの講義内容の大半を Mathematical Theory of Relativity（『相対論の数学的理論』）という著書にまとめた。アルベルト・アインシュタインはこの本を「このテーマについてあらゆる言語で書かれた本の中で最も素晴らしい解説書である」と述べている。
しかし、1930年には、インドからの留学生スブラマニアン・チャンドラセカールが、初めてブラックホールが存在することを理論的に指摘した際、その指摘をまともに検討することなく頭ごなしに否定した。当時、科学会の重鎮であったエディントンのこの態度の影響は大きく、チャンドラセカールの指摘は誰にも省みられずに忘れ去られることとなった。この出来事によって、ブラックホールの本格的な研究が始まるのが1960年代にまで遅れることとなった。

### 基本理論
死去するまでの1920年代、彼は量子論と相対論、重力を統一する "fundamental theory"（基本理論）と呼ぶ理論の構築に次第に没頭した。最初、彼は「伝統的」な道筋に沿って進んでいたが、次第に基本定数を無次元化した比を数秘術的に分析するという手法に傾倒していった。彼の研究はだんだんと風変わりな様相を増し、晩年には科学界で除け者のようになっていった。
彼の基本的なアプローチは、いくつかの基本定数を組み合わせて無次元量を作り出すというものであった。こうすると多くの場合、1040、あるいはその2乗、あるいはその3乗根に近い数値が得られる、としていた。彼は、陽子の質量と電子の電荷は「宇宙を作るための自然で完全な設計書」であり、これらの値は偶然のものではないと確信していた。
こういった概念を彼が擁護する上で特に不利になったのは微細構造定数 α についてであった。当時のこの値の測定結果は 1/136 に非常に近く、彼は様々な理由から、この値は正確に 1/136 になるべきものであると主張した。その後、測定結果が 1/137 により近い値をとるようになると、彼は理由づけを変更して、微細構造定数は正確に 1/137 になるはずであると主張した。この 1/137 という値はエディントン数と呼ばれた。この時点で多くの研究者は彼の考えを真面目に受け取ることをしなくなった。現在の微細構造定数の測定値は 1/137.035 999 76(50) である。
彼は1944年に死去するまでにこの研究を完成させることができなかった。彼の死後、1946年に著書 Fundamental Theory が出版された。彼はイングランドのケンブリッジでこの世を去った。

## 神秘主義と宗教観
代表作である1928年の『自然界の本質』では、「時間の矢」の概要を提唱したほか、物理学と神秘主義を取り上げ、両者はまったく異なる領域を扱っていると述べたが、しばしば物理学が神秘的な世界観を支持しているという内容であると誤解されたため、再び『科学と見えざる世界』や『科学の新しい道』において神秘家としての、また哲学的な思想を述べている。次のようなものである。
古典物理学は宗教と対立したが、時の物理学はもはや宗教に無関心であるため、このために科学と宗教の障害がいくらか取り払われ、精神への扉が開かれることとなった。数値的なシンボルに限定されている物質的なリアリティと並んで、精神的な世界が存在しており、真実を探求するために意識を認識の座としてそこから出発する者は、意識を分光器の数値を読むための装置とみなす者と同様に、堅固な体験的な事実に直面している。聖と俗については、心が最も体験に対する直接のものであり、他方はすべて推断であるため、リアルな具体的な精神的な側面というのはいかなるシンボル表現によっても、少なくとも数をシンボルとして表現するような形では説明できない。

## 執筆者として
エディントンは自然科学の普及に努めたことでも功績がある。彼は一般人向けの本を数多く書いている。彼はまた1929年に出版された物理学の解説書で「もし猿の大群がタイプライターを叩き続けたとすると、大英博物館の蔵書全てを打ち出すかもしれない」と記したことから、「無限の猿定理」の提唱者としても知られている。

### 著書
- Eddington, Arthur S., "Stars and Atoms". British Association, Oxford. August 1926.
- Eddington, Arthur S., "The internal Constitution of Stars". Cambridge University Press, Cambridge. 1926. ISBN 0-521-33708-9
- Eddington, Arthur S., "Fundamental Theory" Cambridge University Press, London. 1928.
- Eddington, Arthur S., "Science and the Unseen World". New York: Macmillan, 1929. ISBN 0-8495-1426-6
- Eddington, Arthur S., "Expanding Universe: Astronomy's 'Great Debate', 1900-1931". Cambridge University Press. ISBN 0-521-34976-1
- Eddington, Arthur S., "The Nature of the Physical World". The MacMillan Company. November 1928. ASIN 0841438854
- Eddington, Arthur S., "New Pathways in Science". Cambridge University Press, Cambridge. 1935.
- Eddington, Arthur S., "Space, Time and Gravitation: An Outline of the General Relativity Theory". Cambridge University Press. ISBN 0-521-33709-7
- Eddington, Arthur S., "Philosophy of Physical Science". Textbook Publishers. ISBN 0-7581-2054-0
- Eddington, Arthur S., "The Domain of Physical Science".

## 栄誉・受賞
- 1907年 スミス賞
- 1924年 太平洋天文学会よりブルース・メダル
- 1924年 米国科学アカデミーよりヘンリー・ドレイパー・メダル
- 1924年 英国王立天文学会より王立天文学会ゴールドメダル
- 1926年 ベーカリアン・メダル
- 1928年 ロイヤル・メダル
- 1928年 ジュール・ジャンサン賞
- 1930年 ナイト爵位
- 1938年 メリット勲章叙勲